# Liebhaberei
Als Liebhaberei ist die Tätigkeit eines Steuerpflichtigen zu verstehen, die ohne Gewinnerzielungsabsicht ausgeübt wird. Die Tätigkeit dient damit nicht primär der Erzielung von positiven Einkünften, sondern wird aus persönlichen Gründen oder aufgrund persönlicher Neigungen vom Steuerpflichtigen betrieben. Bei der Liebhaberei liegt folglich keine wirtschaftlich relevante, auf die Erzielung von positiven Einkünften gerichtete Tätigkeit vor. Aus der Liebhaberei resultierende Einkünfte sind nicht steuerbar, negative Einkünfte, also Verluste, können folglich nicht mit positiven Einkünften anderer Einkunftsquellen ausgeglichen werden.

## Ertragssteuer
Der Begriff der Liebhaberei hat allein ertragsteuerliche Bedeutung. Umsatzsteuerlich ist der Begriff der Liebhaberei nicht relevant, da § 2 Abs. 1 UStG von der Einnahmeerzielungsabsicht spricht. Diese ist von der Gewinnerzielungsabsicht zu unterscheiden. Folglich kann bei dauerhaften Verlusten die umsatzsteuerliche Unternehmereigenschaft gegeben sein, auch wenn die Tätigkeit ertragsteuerlich als Liebhaberei einzuordnen ist.

## Indizien für Liebhaberei
Als Liebhaberei im steuerlichen Sinn gelten nicht nur Tätigkeiten, die „nur zum Spaß“, sondern auch solche, die aus idealistischen Motiven oder Ähnlichem betrieben werden. Maßgebend für das Vorliegen einer Liebhaberei und nicht von Gewinneinkünften ist nicht nur, dass keine subjektive Gewinnerzielungsabsicht des Betreibers vorliegt, sondern dass auch keine objektive Chance auf die Erzielung von Gewinnen besteht. Nach Auffassung des Bundesfinanzhofs ist dies der Fall, wenn ein Betrieb nicht nach betriebswirtschaftlichen Gesichtspunkten geführt wird oder nach seiner Wesensart auf Dauer gesehen keinen Gewinn erzielen kann.
Klassisches Indiz für die fehlende Gewinnerzielungsabsicht und damit das Vorliegen einer „Liebhaberei-Tätigkeit“ sind das Fortführen der Tätigkeit trotz andauernder Verluste sowie (Anlauf-)Verluste, die über die gewöhnliche Anlaufzeit hinausgehen. Maßgebend für die Einkommensbesteuerung und damit den Ausgleich negativer Einkünfte mit positiven Einkünften ist die Absicht, im Rahmen eines Gesamtplans über längere Zeit positive Einkünfte, d. h. Gewinn oder Überschuss zu erzielen (sog. Totalgewinnprognose). Tätigkeiten sind nur dann auf die Erzielung von positiven Einkünften gerichtet, wenn sie vom Streben nach einer (Betriebs-)Vermögensmehrung getragen sind.
Folgende Kriterien sind Indizien für eine von Liebhaberei getragenen Tätigkeit:
- es handelt sich um ein Hobby.
- der Lebensunterhalt oder die resultierenden Verluste werden mit anderen Einkünften finanziert oder ausgeglichen.
- trotz anhaltender jahrelanger Verluste wird die Tätigkeit weder aufgegeben noch die Art der Betriebsführung verändert.
- insgesamt gesehen ist auf Dauer kein Totalüberschuss zu erzielen (sogenannte Totalüberschussprognose), wobei der in der Steuerrechtsprechung zugrunde gelegte Betrachtungszeitraum variiert. Tendenziell ist im Bereich der Vermietung von Immobilien in der Regel von mehreren Jahrzehnten auszugehen, wohingegen bei einem Gewerbe von einem Zeitraum von 7–15 Jahren auszugehen ist.

## Anlaufverluste
Anlaufverluste in der Anlauf- oder Aufbauphase des Betriebes sind für sich genommen kein Indiz für eine Liebhaberei. Soweit bereits von vornherein für die Finanzbehörde erkennbar ist, dass der Betrieb keinen Gewinn erzielt, sind Verluste nicht anzuerkennen; andernfalls soll die Steuerfestsetzung, soweit die vermutete Liebhaberei reicht, vorläufig durchgeführt werden, da insofern strittig ist, ob die Voraussetzung für die Festsetzung der Steuer eingetreten ist.
Soweit die Verluste in der Anlaufphase aus der persönlichen Neigungen des Steuerpflichtigen erzielt werden, sind diese in der Regel nur dann steuerlich zu berücksichtigen, wenn der Finanzbehörde ein schlüssiges Konzept vorgelegt wird, aus dem entnommen werden kann, dass ein Totalgewinn angestrebt wird. Die Dauer der Anlaufphase soll individuell und branchenbezogen bestimmt werden.

## Besteuerungspraxis
Verfahrensrechtlich wird die ertragsteuerliche Berücksichtigung/Nichtberücksichtigung der Liebhaberei durch
Erlass vorläufiger Steuerbescheide zeitübergreifend bis zur Klärung der Frage des Vorliegens der Totalüberschusserzielungsabsicht offengehalten. Die Finanzverwaltung ist dann bei Verneinung der Totalüberschusserzielungsabsicht gemäß § 165 Abs. 2 Satz 1 und 2 AO berechtigt, bei ansonsten eingetretener Bestandskraft zu ändern. Hieraus können sich erhebliche wirtschaftliche Folgebelastungen ergeben.
Der Bayerische Oberste Rechnungshof hat 2017 festgestellt, dass es bei der Behandlung von Steuerfällen mit dauerhaften Verlusten und möglicher Liebhaberei in jedem dritten Fall Bearbeitungsmängel der Steuerverwaltung gab.

## Ertragsteuerliche Folgen des Übergangs von gewerblicher/freiberuflicher Tätigkeit zur Liebhaberei
Wird ein ursprünglich einkommensteuerrechtlich relevanter Betrieb von einem bestimmten Zeitpunkt an der  Liebhaberei  zugeordnet, ist zwar ein Übergang von der Einnahmenüberschussrechnung zum Bestandsvergleich erforderlich, wenn der Gewinn zuvor nach  § 4 Abs. 3 EStG  ermittelt wurde. Der sich hieraus ergebende Übergangsgewinn ist nach der Entscheidung des Finanzgerichtes Rheinland-Pfalz vom 23. September 2014 jedoch erst im Zeitpunkt der tatsächlichen Aufgabe oder Veräußerung des Betriebs zu versteuern.